# 民俗経済学
民俗経済学（みんぞくけいざいがく、英: Folklore economics）とは、世界の各地域に生活する人々の暮らしを、それぞれの地域の文化や慣習や伝統的文化信念と経済や社会制度の相互依存関係において捉え、この立場から世界各地域の経済や経営および社会制度を分析し、変化発展の相に焦点を合わせて、何を残し、何をどのように変えていくべきかに答えるために地域性のある判断基準そのものを考察する学問である。

## 日本民俗経済学会
日本民俗経済学会（Japan Folklore Economic Association）が1994年(平成6年)4月に設立された。同会編『民俗経済学研究』シリーズへの学術論文からの言及は、CiNii全文検索で確認できる。

## 関連文献
- 日本民俗経済学会編『民俗経済学研究 Ⅰ』青山社、2003年。ISBN 978-4883590988
- 日本民俗経済学会編『グローバル化と民俗文化 民俗経済学研究Ⅱ』現代図書、2005年。ISBN 978-4434066474
- 日本民俗経済学会編『地域経済と民俗文化 民俗経済学研究Ⅲ』現代図書、2008年。ISBN 978-4434119392